# 厥国
厥国，先秦小型方国，在今山东省济宁市汶上县一带。
《汉书·地理志》记载东平国东平陆县，注引应劭：“古厥国，今有厥亭。”据甲骨文和金文知其在商代已经建国，武丁时代的甲骨文卜辞，有”壬子卜，贞：在六月。王在厥”的记载。传世文物有《厥子尊》和《神面文卣》（厥宝尊彝卣）。厥子尊铭文：厥子作父辛宝尊彝。厥子当是厥国国君。厥国在西周时被鲁国所灭。春秋时期古厥国为鲁国中都邑。鲁定公以孔子为中都宰。